# Список мінських каштелянів
Каштелян мінський — друга за значимістю, опісля воєводи, державна посада в Мінському воєводстві Великого князівства Литовського, введена, як інститут намісництва, в 1566 році.
За Люблінської унії (з 1569 року) засідав у Сенаті Речі Посполитої, де займав 67 місце, перед ґданьським та інфляндським каштелянами.
Комендантами мінськими з 1566 по 1793 роки були:
- Міколай Талвош → Мікалай С. Тальваш → (1566–1570)
- Ян Глібович → Ян Глябовіч (1572–1584)
- Михайло Гарабуда → Міхал Гарабурда (1584–1586)

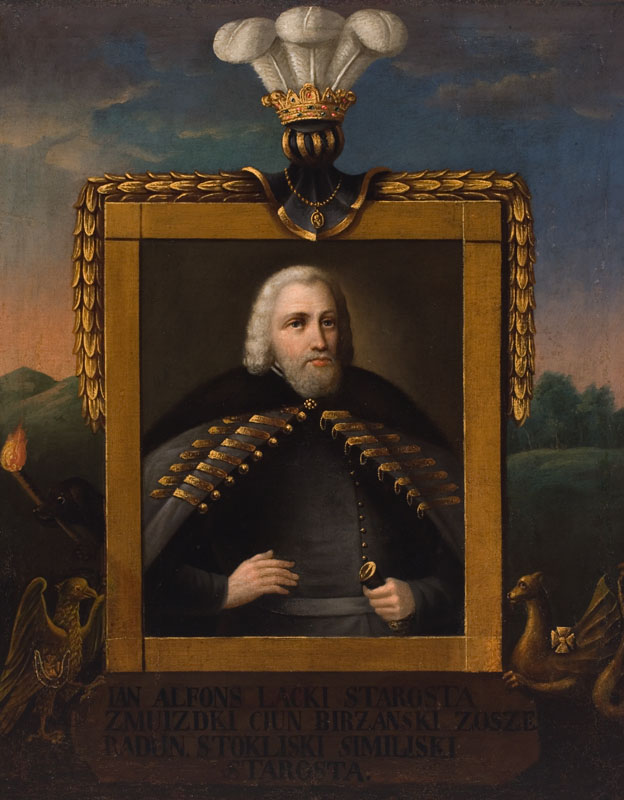
Ян Альфонс Ляцкі

- Вацлав Агрипа → Вацлаў Агрыпа (1586–1590)
- Марцін Стравінський → Марцін Стравінскі (1590–1592)
- Андрій Сапега → Андрэй Сапега (1592–1597)
- Юзеф Я. Корсак → Юзэф Я. Корсак (1597)
- Петро Дорогоставський → Пётар Дарагастайскі (1597–1600)
- князь Щесни Я. Головчинський → Шчэсны Я. Галоўчынскі (1600–1610)
- Петро Тишкевич → Пётар Тышкевіч (1611–1618)
- Олександр Слушка → Аляксандар Слушка (1618–1628)
- Андрій Завіша → Андрэй Завіша (1628–1630)

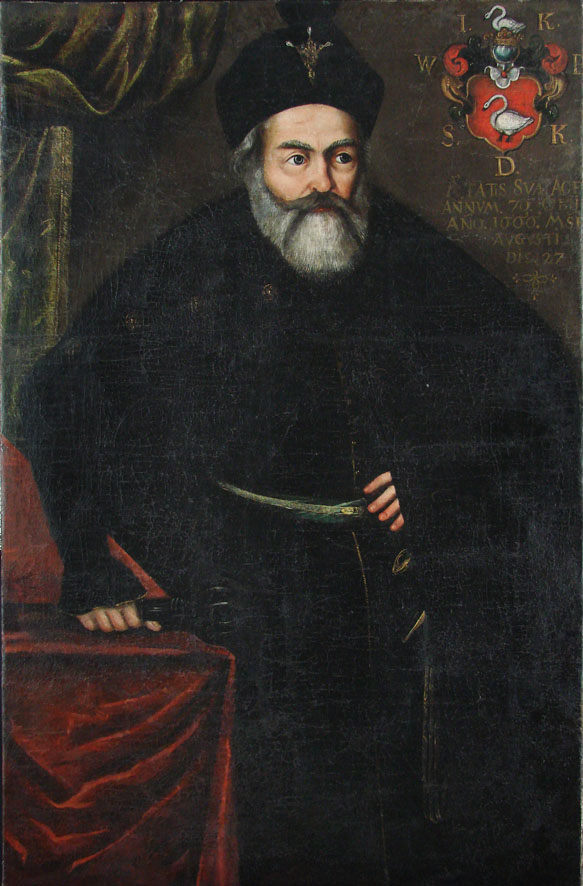
Яків Теодор Кунцевич

- Ян Альфонс Ляцкий → Ян Альфонс Ляцкі (1630–1634)
- Гедеон Дунін-Раєцький → Гедэон Дунін-Раецкі (1634–1649)
- князь Микола Святополк-Четвертинський → Мікалай С. Чацьвярцінскі (1649–1659)
- Якуб Теодор Кунцевич → Якуб Тэадор Кунцэвіч (1661)
- Стефан Кандзежавський → Стэфан К. Кандзежаўскі (1661–1663)
- Стефан Русецький → Стэфан Русецкі (1663–1671)
- Олександр Юдзіцький → Аляксандар Юдзіцкі (1672–1677)
- Ян Павло Юдзіцький → Ян Павал Юдзіцкі (1694)
- Корчак Ейсман → Корчак Есьман (1697)
- князь Андрій Пузина → Андрэй Пузына (1697–1701)
- Константин Война-Ясяніцький → Канстантын Война-Ясяніцкі (1701)
- граф Михайло Щука → Міхал Шчука (1701–1709)
- Теодор Антоній Ванькович → Тэадор Антоні Ваньковіч (1710)
- князь Шимон Любецькі-Друцький → Шымон Любецкі-Друцкі (1710)

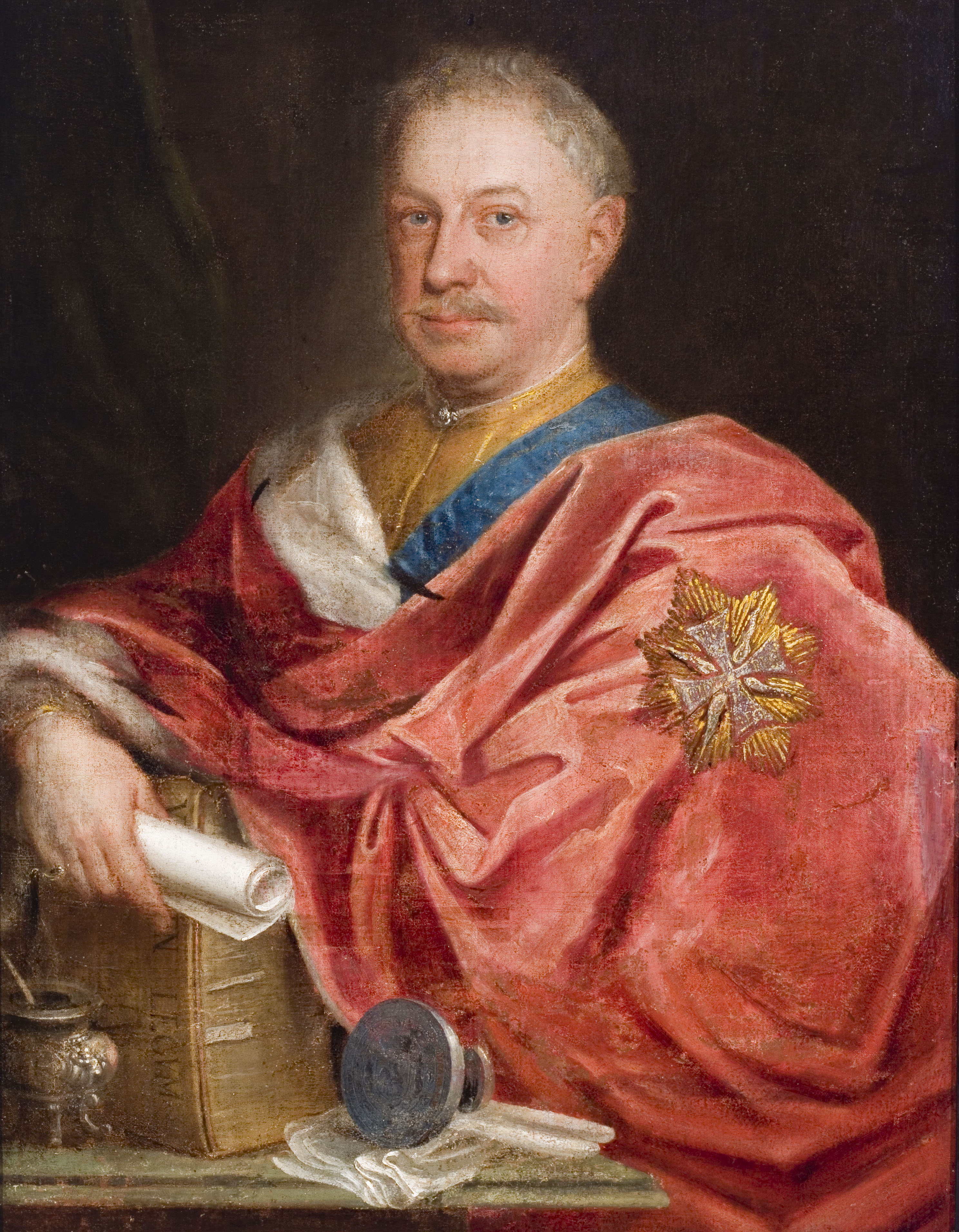
Ян Фридерик Сапега

- князь Ян Фредерік Сапега → Ян Фрыдэрык Сапега (1711–1712)
- Даніель Виговський → Даніэль Выгоўскі (1713–1740)
- Олександр Юзефович-Глебіцький → Аляксандар Юзэфовіч-Глебіцкі (1740–1758)
- Михайло Юдзіцький → Міхал Юдзіцкі (1742–1758)
- Ян Петро Юдзіцький → Ян Пётар Юдзіцкі (1758–1777)
- Адам Міхал Ракіцький → Адам Міхал Ракіцкі (1777–1779)
- Адам Хмара → Адам Хмара (1779–1784)
- Шиман Забела (син Михайло) → Шыман Забела (сын Міхала) (1784–1787)
- Шиман Забела (син Антонія) → Шыман Забела (сын Антонія) (1787–1792)
- Михайло Абухович → Міхал Абуховіч (1792–1793)

Після приєднання Мінського воєводства до Російської імперії в 1793 році — інститут каштелянства був відмінений.